# Программа отслеживания
Программы отслеживания (англ. tracking software) — программы, которые отмечают и регистрируют действия, производимые на компьютере.
К таким программам относятся так называемые кейлогеры — эти программы записывают все нажатия клавиш.
А также сетевые фильтры, регистрирующие посещение сайтов.
В стандартной комплектации Windows Vista имеется похожая функция «Родительский контроль»
Как правило, в их использовании заинтересованы три основных группы:
- родители, желающие быть уверенными в отсутствии нежелательной Интернет-активности детей (Родительский контроль);
- работодатели, отслеживающие активность рабочих станций, являющихся собственностью компании (например, Data Leak Prevention);
- пользователи, делающие это незаконно, например, по заданию криминальных структур или в целях сбора сведений по заказу отдела маркетинга какой-либо компании.